# Empaque de medicamentos

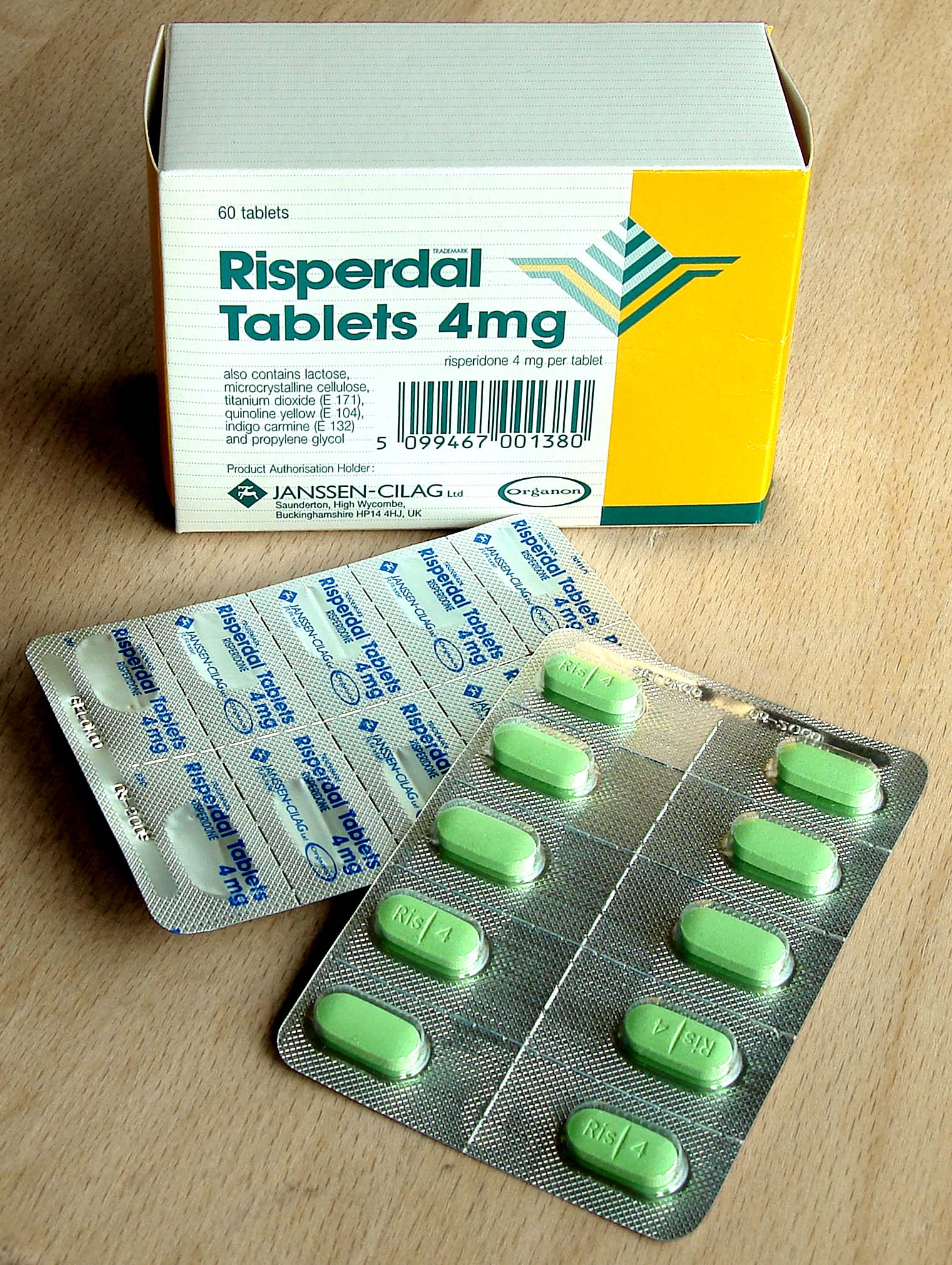
Tabletas en blíster en cartón plegable

El empaque farmacéutico (o empaque de medicamentos) son los paquetes y los procesos de empaque para preparaciones farmacéuticas. Implica todas las operaciones desde la producción a través de los canales de distribución de drogas hasta el consumidor final. 
El empaque farmacéutico está altamente regulado pero con alguna variación en los detalles, dependiendo del país de origen o la región. Varios factores comunes pueden incluir: garantía de la seguridad del paciente, garantía de la eficacia del medicamento durante la vida útil prevista, uniformidad del medicamento a través de diferentes lotes de producción, documentación exhaustiva de todos los materiales y procesos, control de la posible migración de los componentes del envase la droga, control de la degradación de la droga por oxígeno, humedad, calor, etc., prevención de contaminación microbiana, esterilidad, etc. El embalaje a menudo está involucrado en la dispensación, dosificación y uso del producto farmacéutico. La comunicación del uso adecuado y las etiquetas de precaución también están reguladas. El embalaje es una parte integral del producto farmacéutico.

## Segmentos de uso
El envase farmacéutico a menudo puede ser pensado por el segmento en el sistema de distribución que se encuentra y por las funciones que necesita el usuario del paquete. Los requisitos de empaque son diferentes.

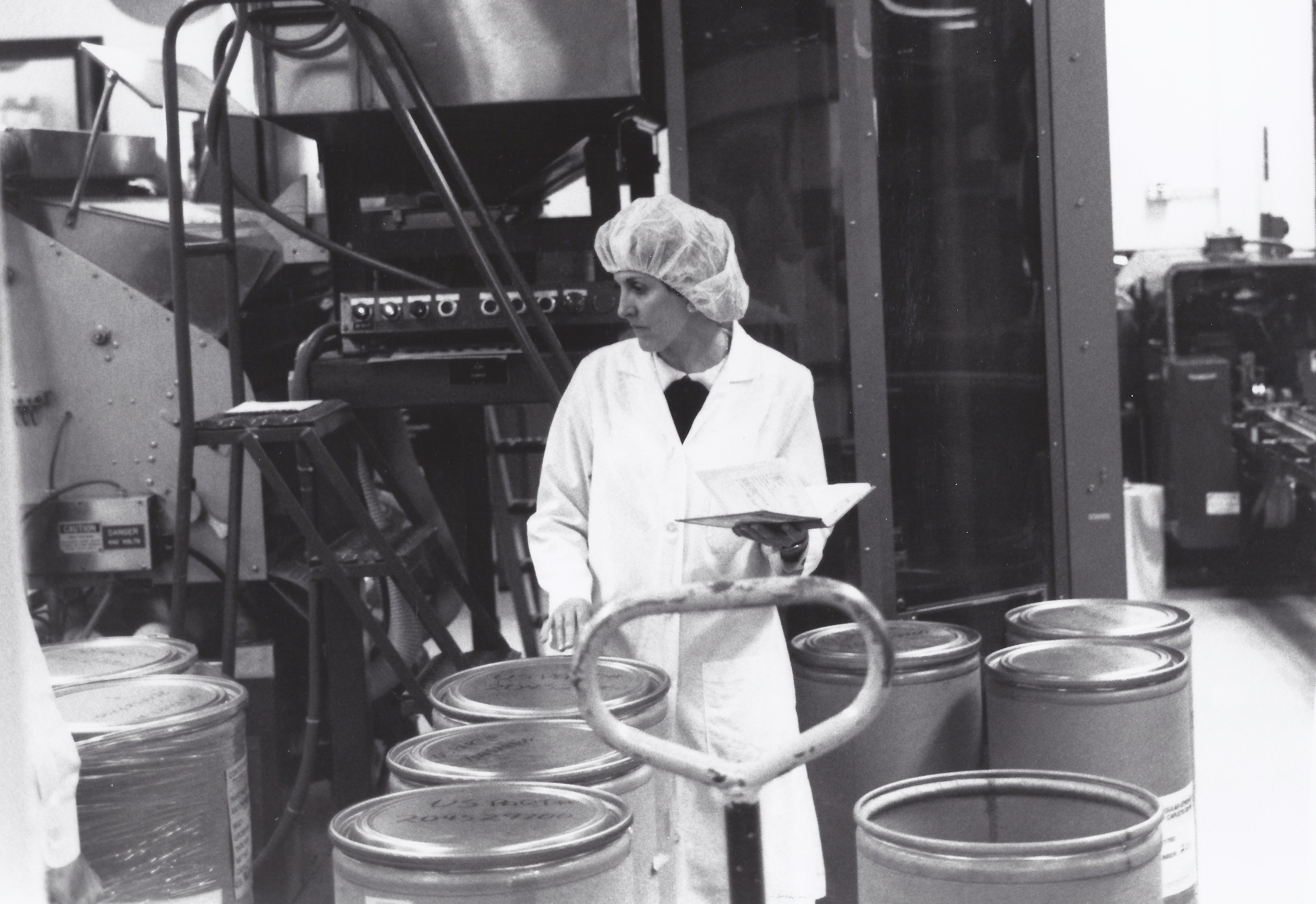
Drogas a granel en tambores de fibra

Los productos farmacéuticos a granel se pueden enviar a otra compañía farmacéutica para su posterior procesamiento, a un empaquetador por contrato para formar paquetes de unidades, a clientes internacionales, etc. Los envíos a granel pueden ser en tambores de fibra (con revestimientos de plástico), cajas a granel, cajas corrugadas con revestimientos, contenedores a granel intermedios y otros contenedores de envío. 
Los paquetes a granel más pequeños se pueden enviar a farmacias, particularmente a farmacias de compuestos. Los líquidos o polvos se pueden medir y poner en paquetes primarios. 
Los envíos a profesionales médicos podrían realizarse en hospitales, hogares de ancianos, veterinarios, dentistas, etc. Estos productos farmacéuticos envasados están destinados a ser dispensados y administrados por personal profesionalmente capacitado y certificado. 

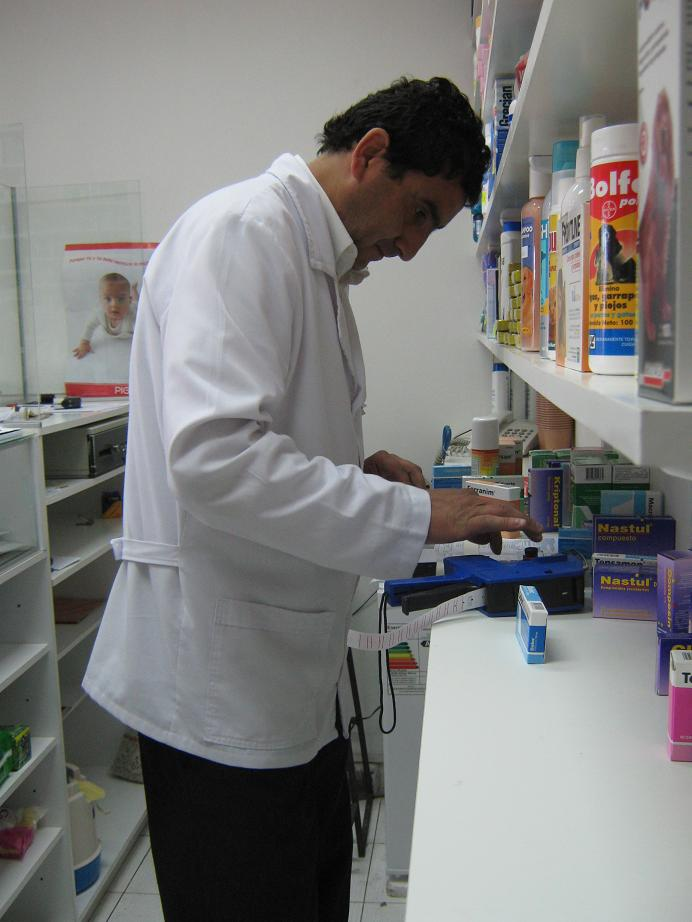
Preparación del envase del consumidor de medicamentos recetados en farmacia

Los medicamentos bajo control de prescripción se envían a las farmacias en paquetes múltiples de paquetes unitarios o en botellas que contienen muchos cientos de cápsulas. Por lo general, un farmacéutico prepara la forma final del paquete de la unidad o coloca una cantidad menor de cápsulas en una botella pequeña para el cliente. En una farmacia, los farmacéuticos están disponibles para responder preguntas y garantizar que se proporcione la documentación adecuada. Las farmacias de Internet envían por correo los medicamentos recetados al cliente; Se utilizan cajas o sobres de correo. A menudo se requiere un embalaje a prueba de niños en los paquetes de la unidad; Si se solicita, un farmacéutico puede poner medicamentos en una botella con funciones fáciles de abrir. 
Los medicamentos de venta libre se venden en farmacias, supermercados y diversos puntos de venta. Por lo general, el paquete debe tener toda la información de uso disponible. Los paquetes a menudo necesitan tener características a prueba de manipulaciones y embalajes a prueba de niños. 
Por lo general, el empaquetado y etiquetado de suplementos dietéticos, medicamentos homeopáticos y medicamentos populares no están regulados. Algunos productores siguen voluntariamente las regulaciones para medicamentos de venta libre o farmacopeas regionales.

## Formularios de paquete
La gran variedad de sólidos farmacéuticos, líquidos y gases se empacan en una gran variedad de paquetes. Algunos de los paquetes primarios comunes son: 

### Blísteres

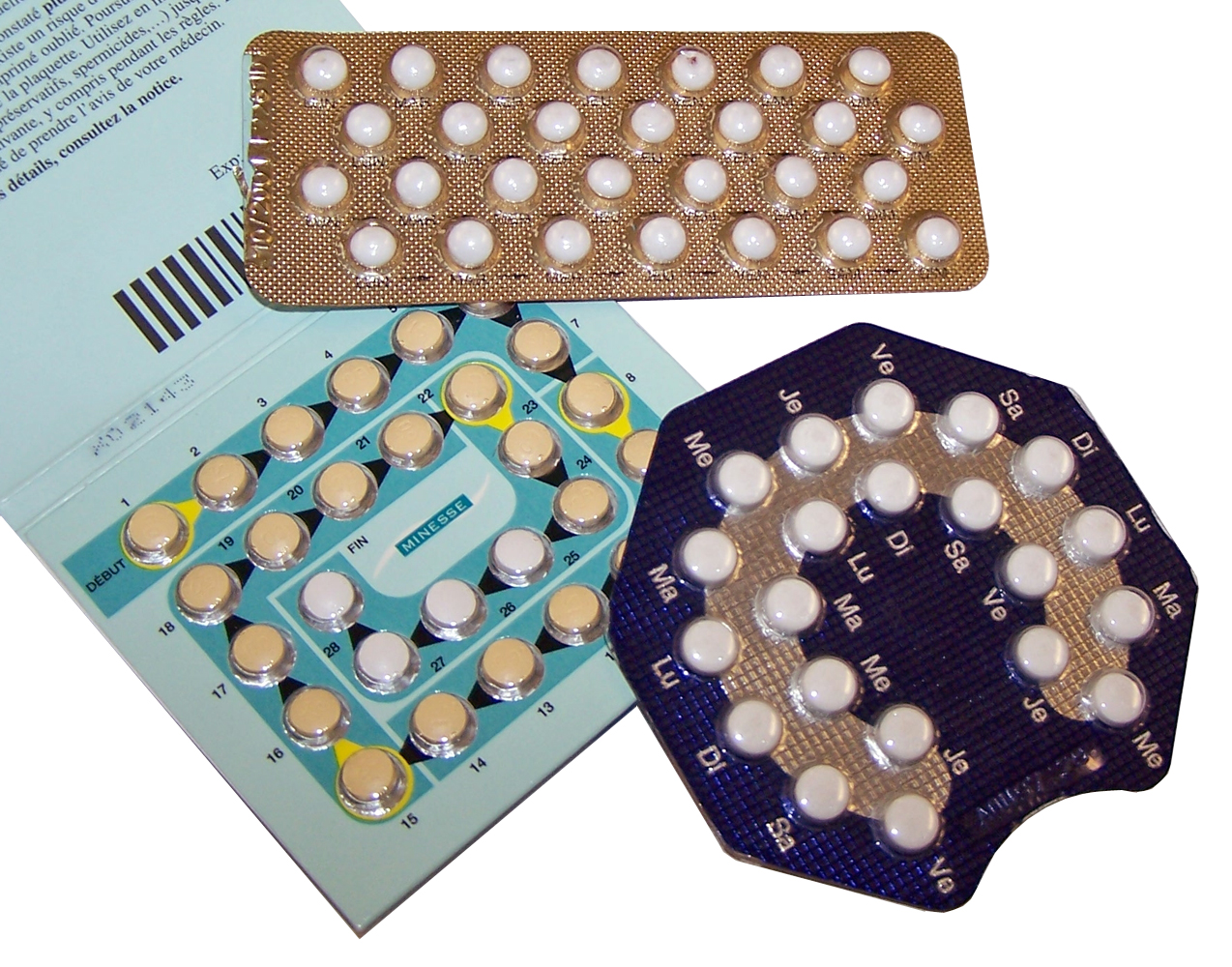
Pastillas anticonceptivas en blíster

Las dosis unitarias sólidas formadas de productos farmacéuticos (cápsulas, supositorios, tabletas, etc.) se empaquetan comúnmente en envases blíster. En Europa, aproximadamente el 85 % de las dosis unitarias sólidas se envasan en blísteres y solo aproximadamente el 20 % en América del Norte.
Los blísteres son envases de plástico/papel/papel de aluminio preformados que se usan para medicamentos sólidos formados. El componente principal de un blíster es una cavidad o bolsillo hecho de plástico termoformado. Esto generalmente tiene un respaldo de cartón o un sello de tapa de papel de aluminio o película de plástico. Los blísteres son útiles para proteger los medicamentos contra factores externos, como la humedad y la contaminación durante períodos prolongados de tiempo. 
La maquinaria de envasado en blíster está fácilmente disponible y es adecuada para los procesos de validación.

### Botellas

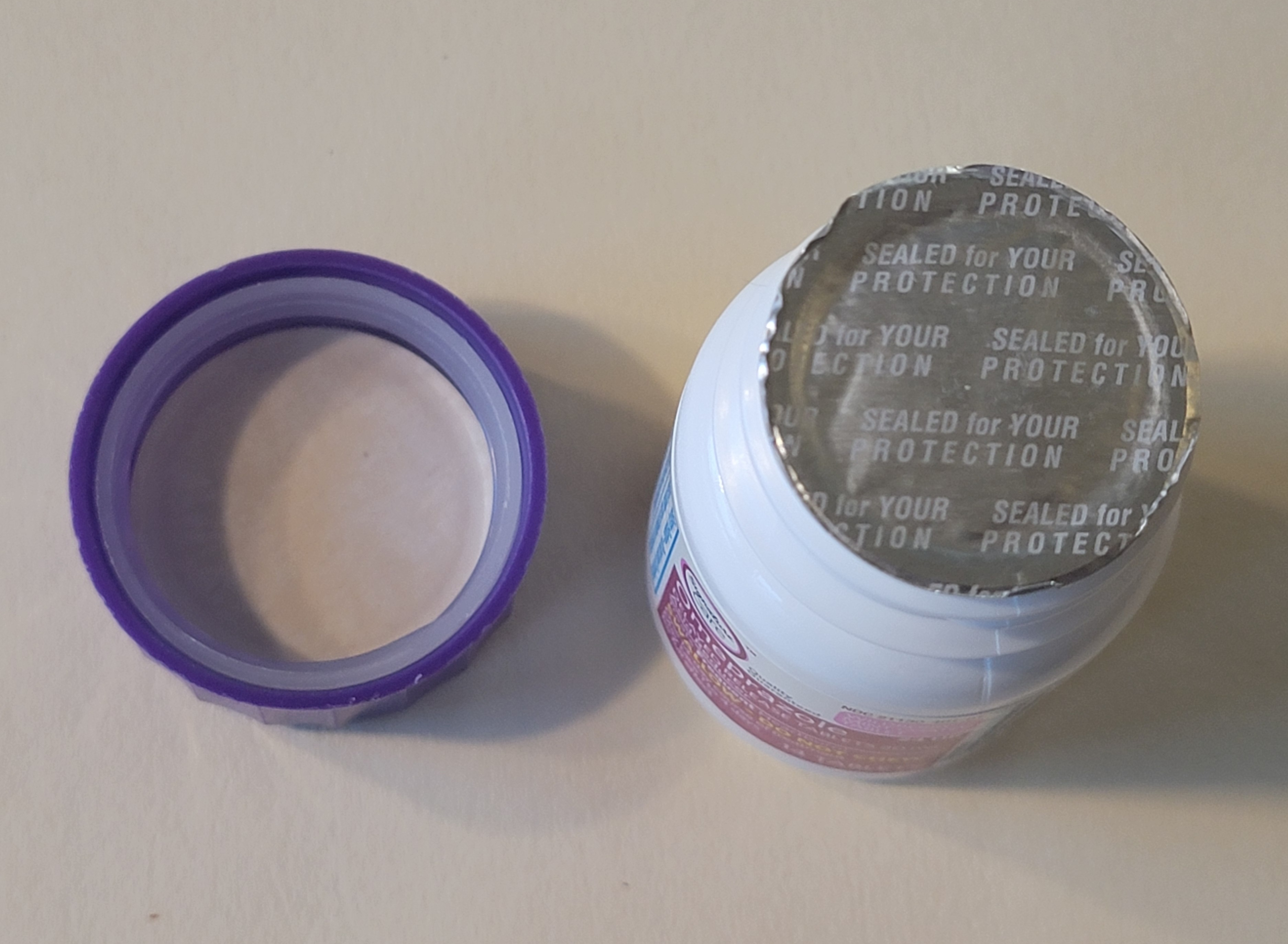
Una lámina de aluminio en una botella

Las botellas se usan comúnmente para productos farmacéuticos líquidos, así como tabletas y cápsulas formadas. El vidrio es más común para los líquidos porque es inerte y tiene excelentes propiedades de barrera. Diversos tipos de botellas de plástico son utilizadas tanto por los productores de medicamentos como por los farmacéuticos en una farmacia. 
Las botellas de prescripción han existido desde el siglo XIX. A lo largo de los siglos XIX y XX, las botellas de medicamentos recetados se llamaron botellas medicinales. Hay muchos estilos y formas de botellas con receta. Las botellas a menudo incluirían algodón para amortiguar las pastillas pulverulentas y frágiles. En los tiempos modernos, las píldoras están recubiertas y, por lo tanto, ya no es necesaria la inclusión de una bola de algodón. El Instituto Nacional de Salud de EE. UU. recomienda a los consumidores que retiren las bolas de algodón de los frascos de pastillas abiertos, ya que las bolas de algodón pueden atraer humedad a la botella.
Los biberones recetados vienen en varios colores diferentes, el más común de los cuales es naranja o marrón claro debido a su capacidad para evitar que la luz ultravioleta degrade los contenidos potencialmente fotosensibles a través de reacciones fotoquímicas, mientras deja pasar suficiente luz visible para que los contenidos sean fácilmente visibles. Otros colores comunes incluyen: Claro (para compuestos que no se degradan en luz), azul, marrón oscuro, verde y varios tonos opacos.

## Temperatura

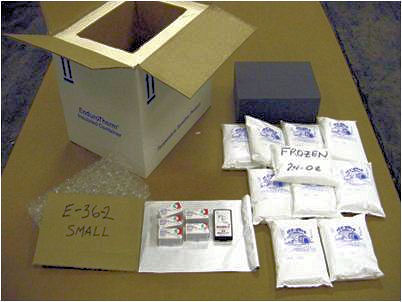
Envío de la vacuna: caja con aislamiento de PU, paquetes de gel, monitor de temperatura, etc.

Muchos productos farmacéuticos son sensibles al calor o al frío. Se requieren sistemas de distribución controlados y, a veces, cadenas de frío. 
Un pedido por correo o una farmacia en línea generalmente envía los pedidos por servicios de correo o por un pequeño operador de paquetería. El envío no tiene control de temperatura y puede quedar en un buzón de correo al momento de la entrega. Las condiciones pueden incluir temperaturas altas o bajas fuera de las condiciones de almacenamiento recomendadas para ciertos productos. Por ejemplo, la USFDA descubrió que la temperatura en un buzón de acero pintado de negro podría alcanzar 136 °F (58 °C) a pleno sol mientras la temperatura ambiente era de 101 °F (38 °C). A veces se utilizan sobres de correo aislados. 
Los envíos más grandes se envían en contenedores de envío aislados con hielo seco o paquetes de gel. A menudo se incluye un registrador de datos de temperatura digital o un indicador de temperatura de tiempo para controlar la temperatura dentro del contenedor durante todo su envío. 

## Falsificación
Las drogas falsificadas son un problema grave; las personas pueden estar tomando drogas inútiles o incluso drogas muy peligrosas sin saberlo. Los sellos de paquetes personalizados, las etiquetas de autenticación, los hologramas y la impresión de seguridad pueden ser partes valiosas de todo un sistema de seguridad. Ayudan a verificar que los medicamentos incluidos son lo que el paquete dice que son. Sin embargo, los falsificadores de drogas a menudo trabajan con falsificadores de paquetes, algunos de los cuales pueden ser sofisticados. Ningún sistema de embalaje es completamente seguro.

## Etiquetas de prescripción
El paquete de medicamentos incluye un documento que proporciona información sobre ese medicamento y su uso. Para los medicamentos recetados, el inserto es técnico y proporciona información para los profesionales médicos sobre cómo recetar el medicamento. Los insertos en los paquetes de medicamentos recetados a menudo incluyen un documento separado llamado "inserto del paquete del paciente" con información escrita en un lenguaje sencillo destinado al usuario final: la persona que tomará el medicamento o se lo dará a otra persona, por ejemplo, un menor. Los insertos para medicamentos de venta libre también se escriben claramente.
En los EE. UU., el documento se denomina "información de prescripción" o el "prospecto" (PI) y el documento de la persona se denomina "prospecto del paciente" (PPI). En Europa, el documento técnico se denomina "resumen de las características del producto" y el documento para usuarios finales se denomina "prospecto".
El frasco o caja también tiene información impresa, destinada a la persona que toma el medicamento.

## Producción de envases

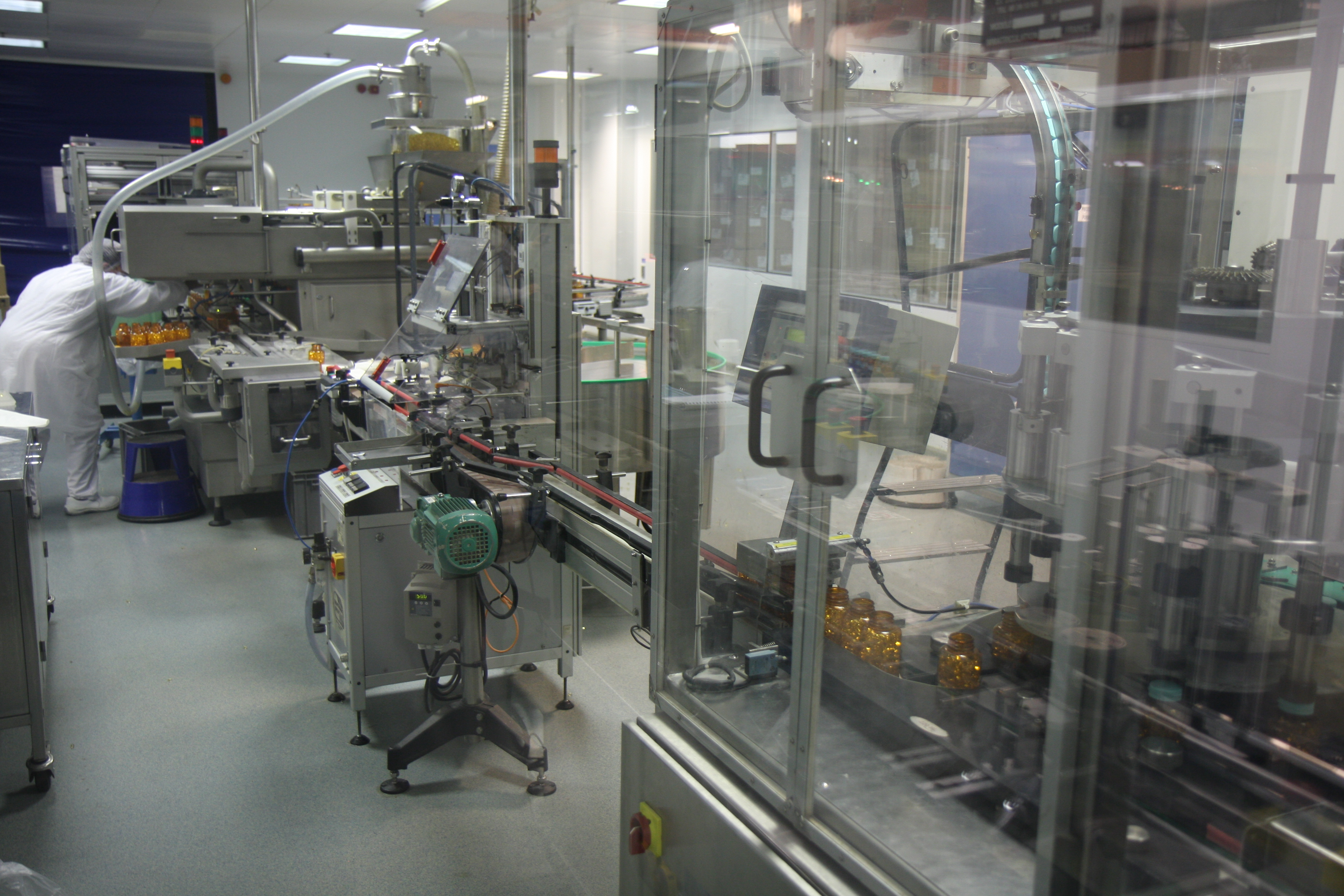
Ejemplo de línea de envasado farmacéutico

Todos los aspectos de la producción farmacéutica, incluido el embalaje, están estrictamente controlados y tienen requisitos reglamentarios. Se necesitan uniformidad, limpieza (lavado), esterilidad y otros requisitos para mantener buenas prácticas de fabricación. 
La gestión de la seguridad del producto es vital. Debe existir un sistema completo de gestión de calidad. La validación implica la recopilación de pruebas documentales de todos los aspectos del cumplimiento. El análisis de peligros y los puntos críticos de control es una metodología que ha demostrado ser útil. El aseguramiento de la calidad se extiende más allá de las operaciones de empaque a través de la distribución y la gestión de la cadena de frío; la buena práctica de distribución suele ser un requisito reglamentario. Generalmente se requieren sistemas de seguimiento y localización. 
Dado que una gran parte de los envases farmacéuticos se subcontratan a empaquetadores contratados, se está demandando adicionalmente en áreas especializadas, es decir, formas de dosificación especializadas.

## Ejemplos

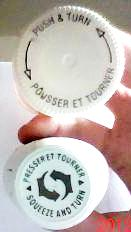
Ejemplo de dos tipos de tapas de seguridad a prueba de niños.
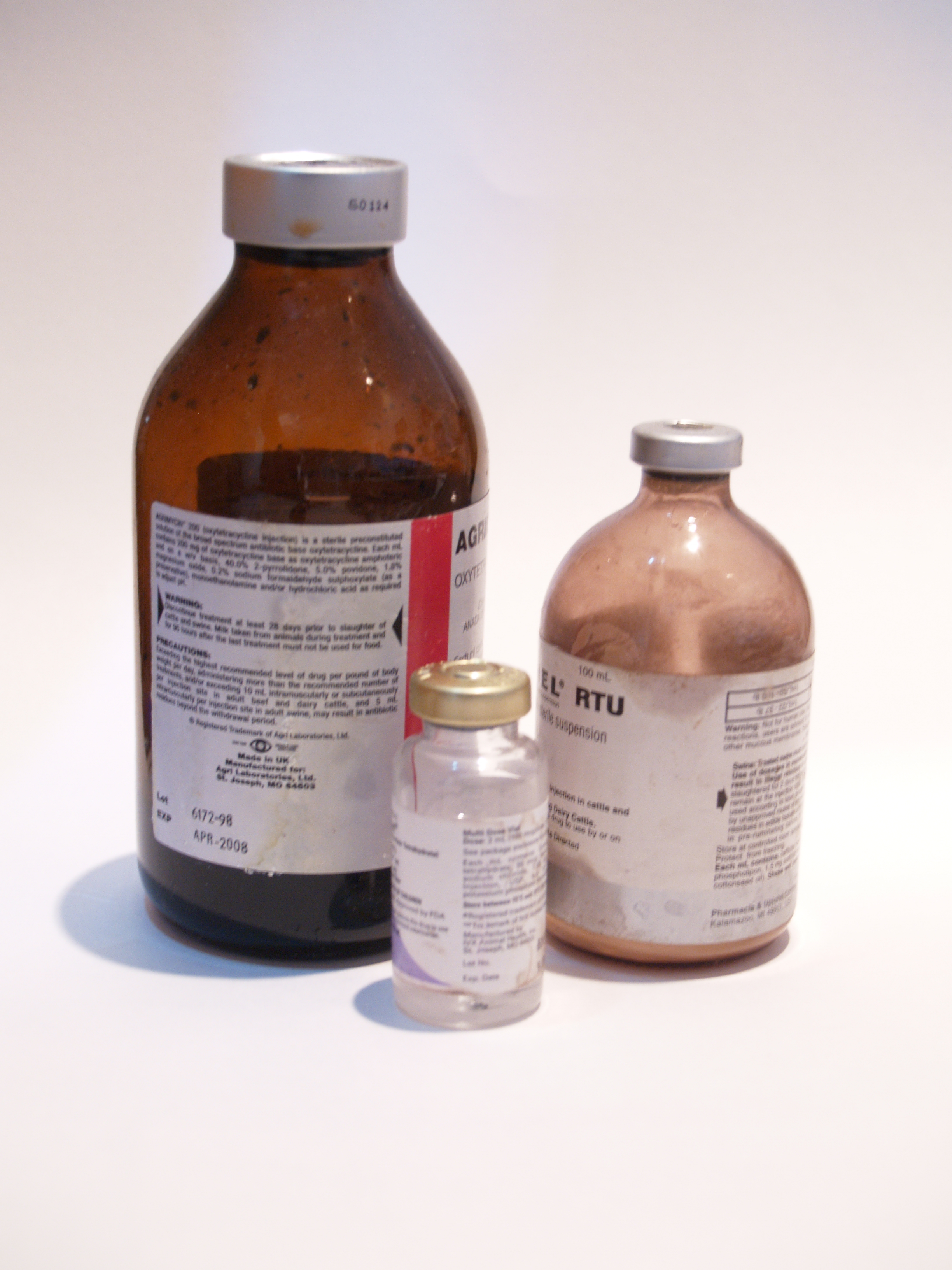
Suministros veterinarios
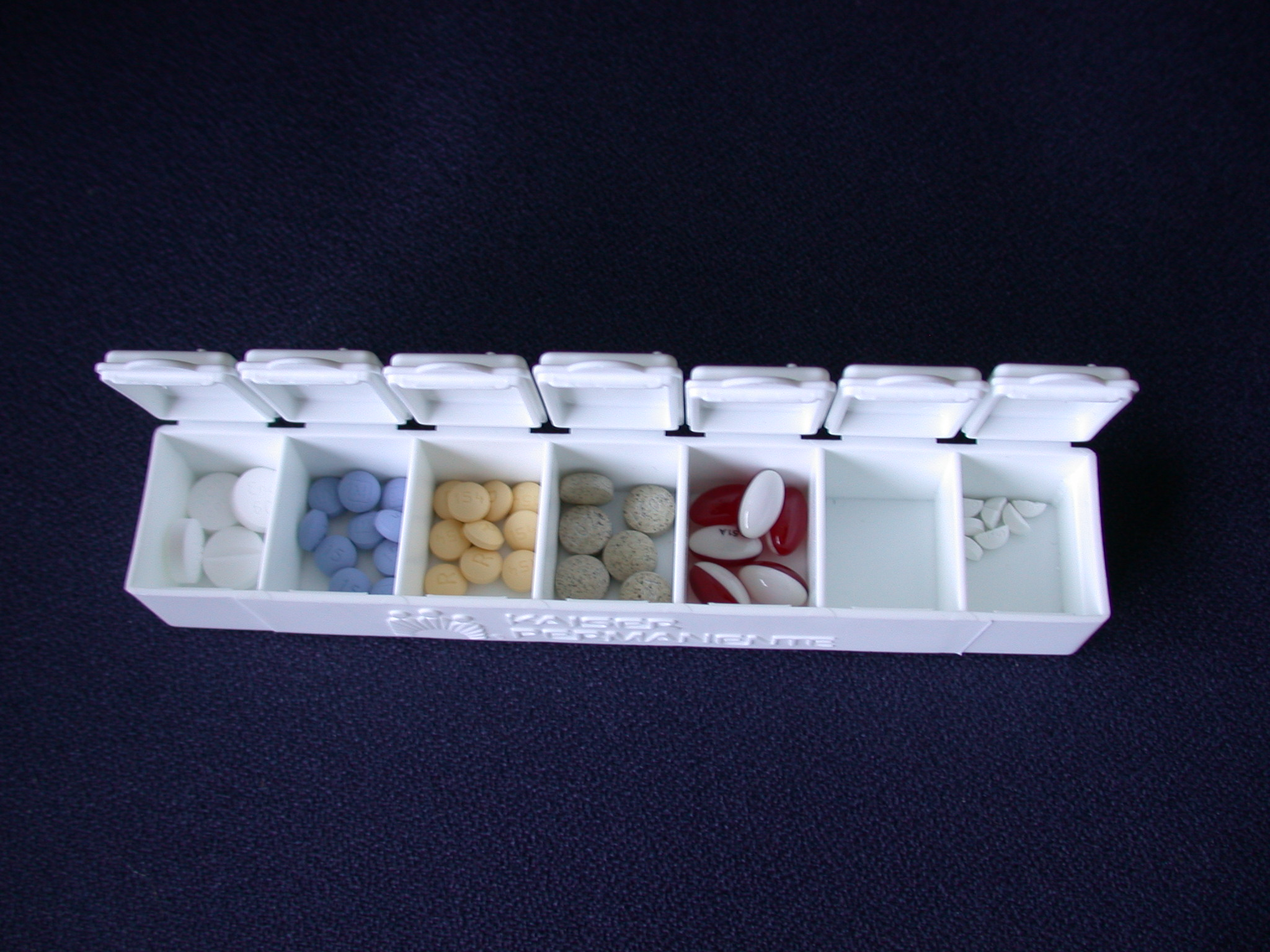
Pastillero para el hogar
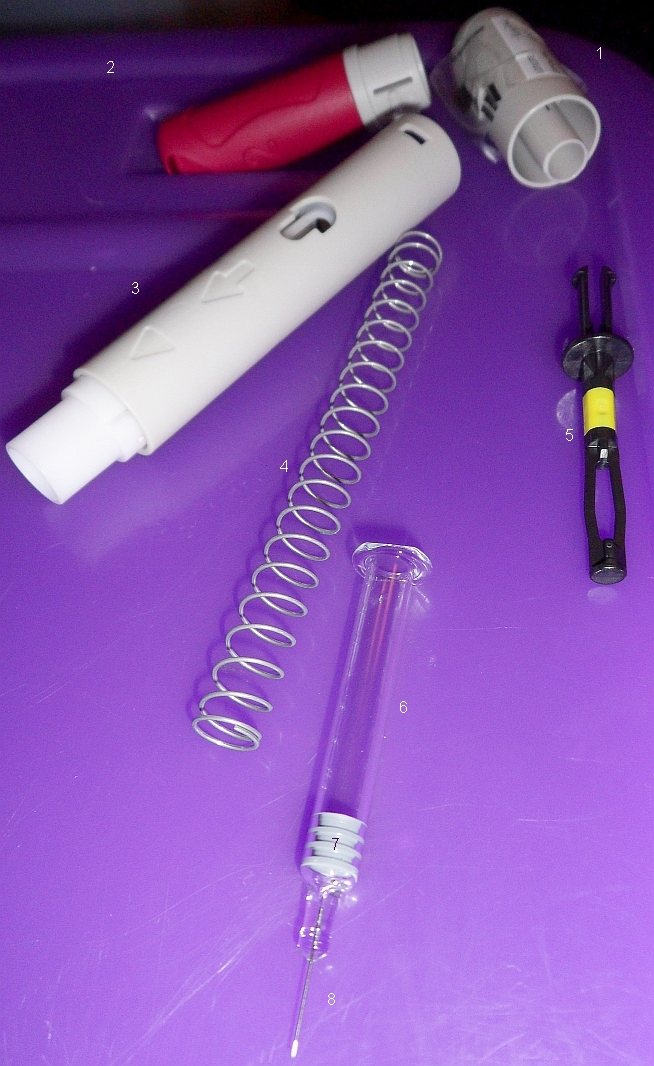
Componentes del paquete inyectable
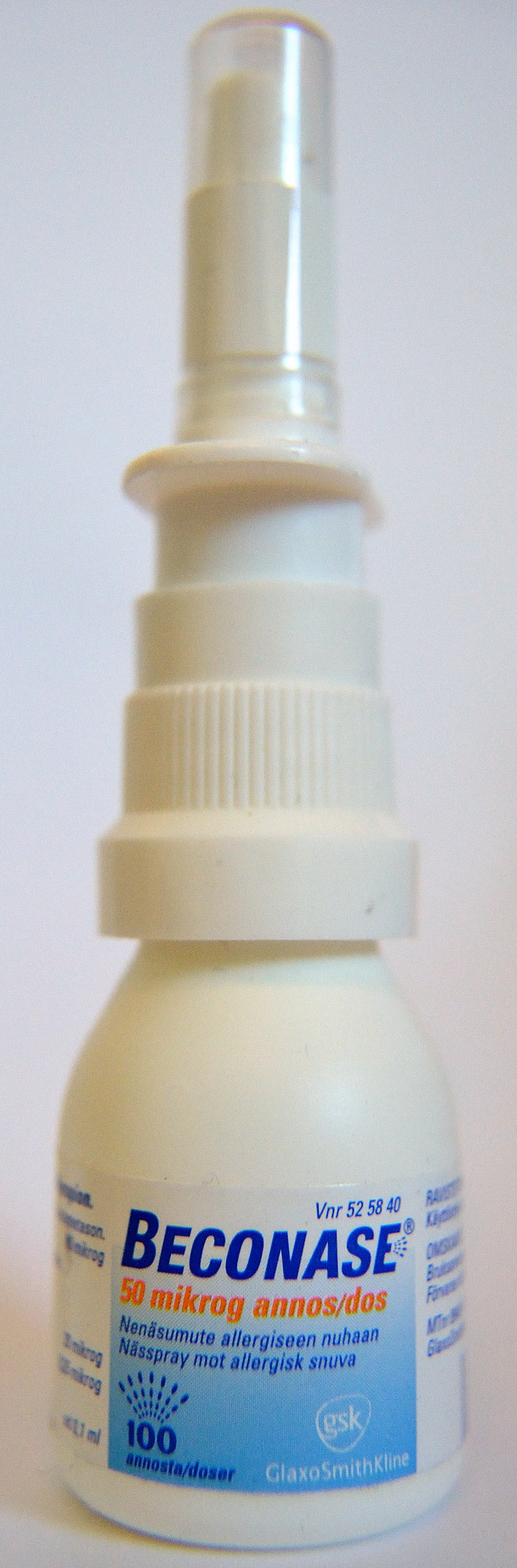
Spray nasal
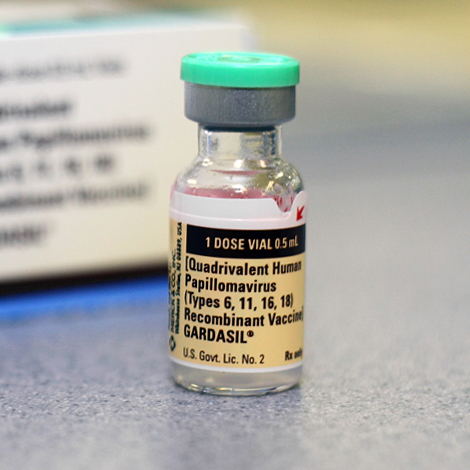
Vacuna
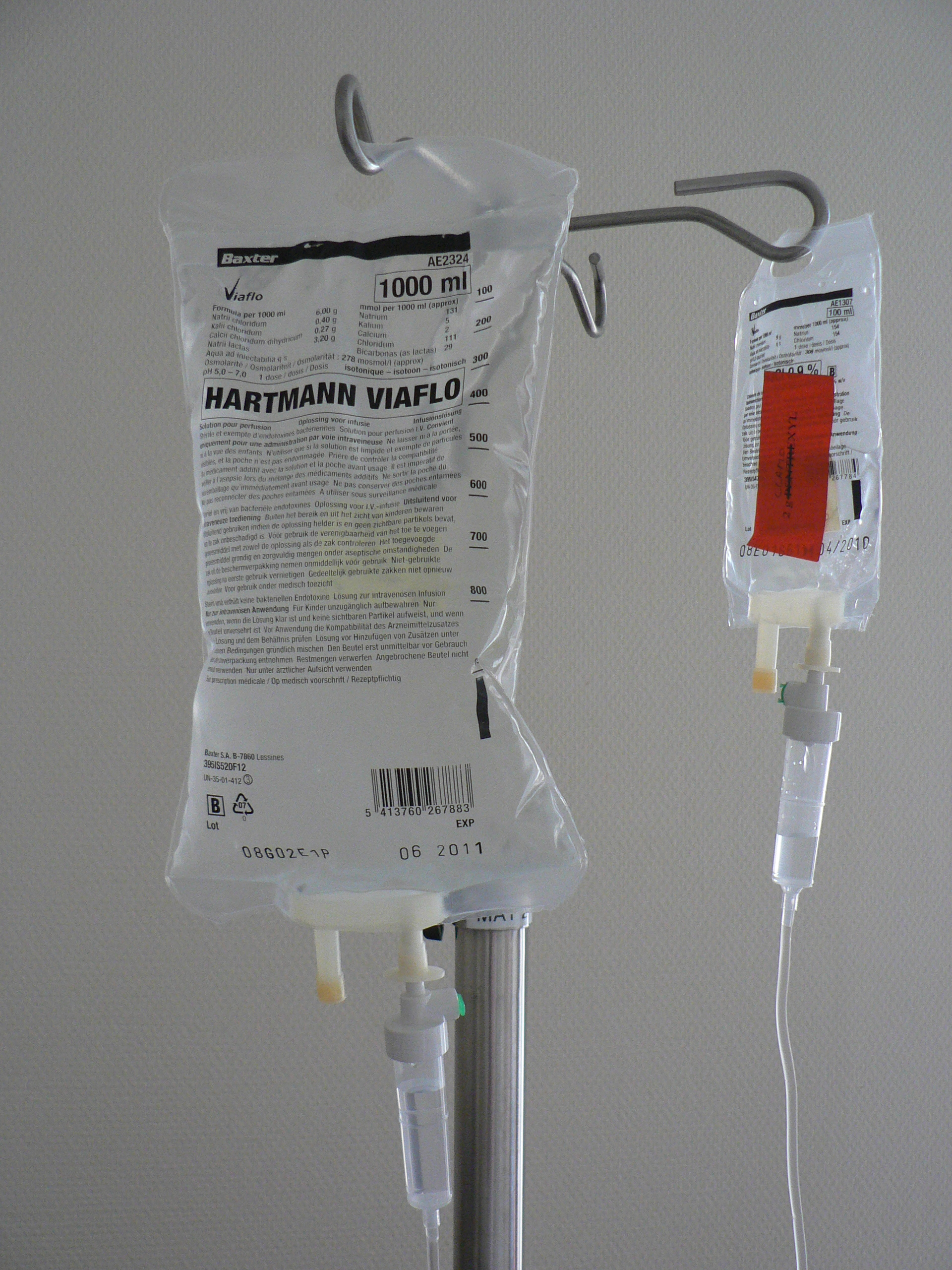
Terapia intravenosa
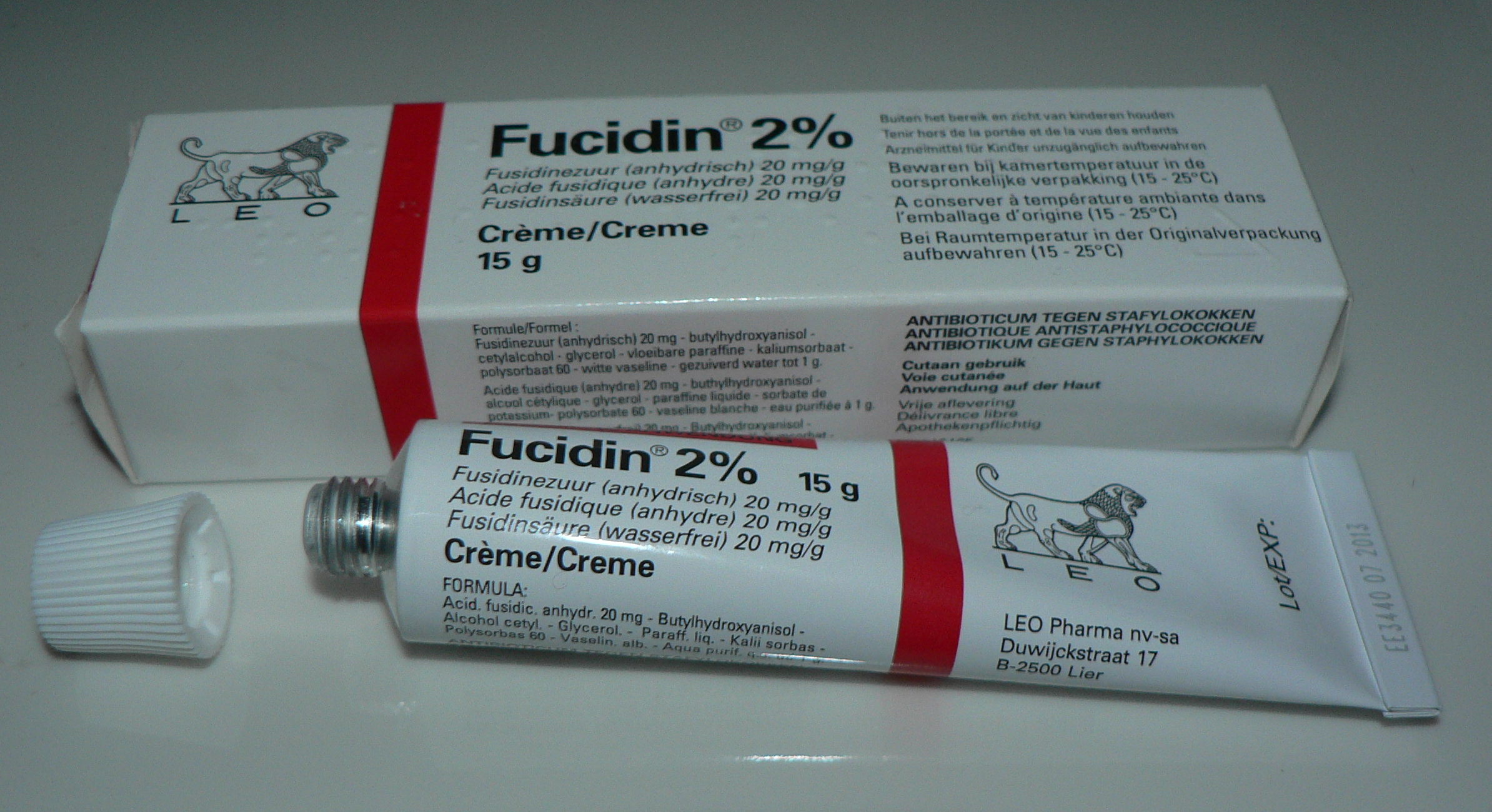
Tubo de ungüento
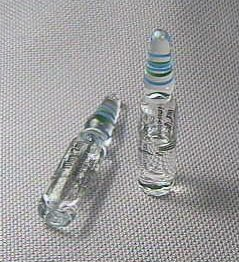
Ampollas
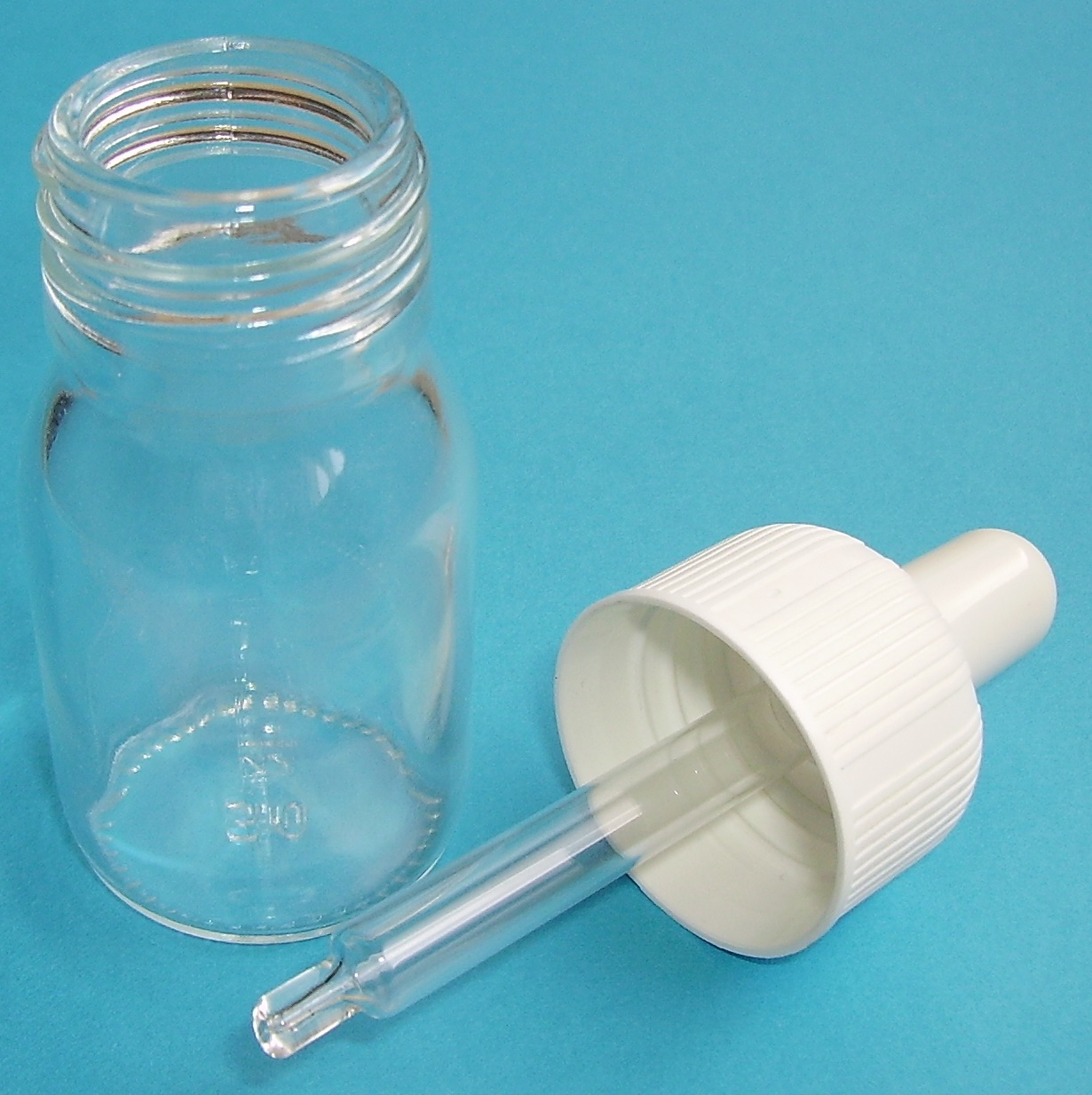
Cuentagotas
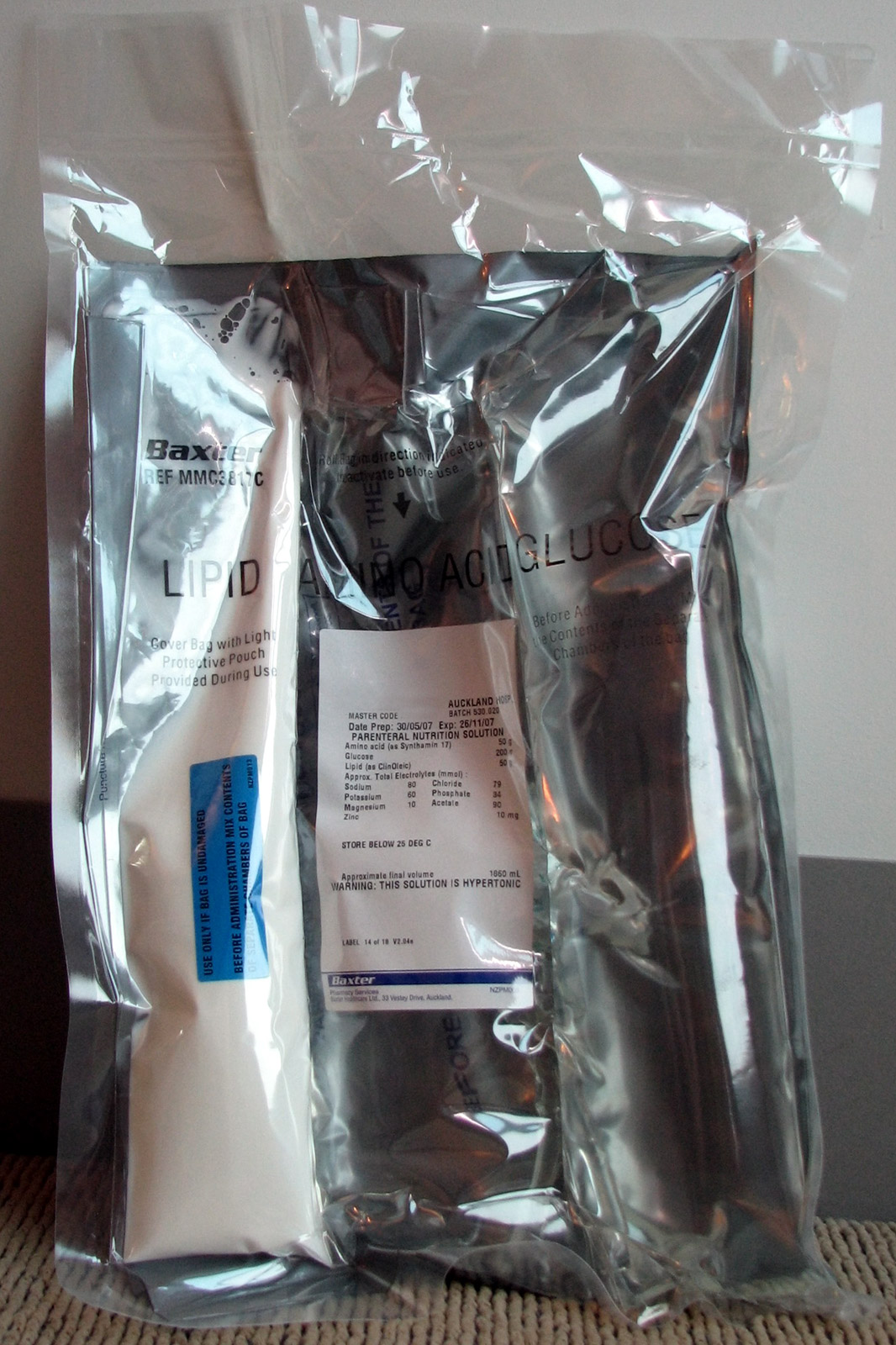
Kit de nutrición parenteral
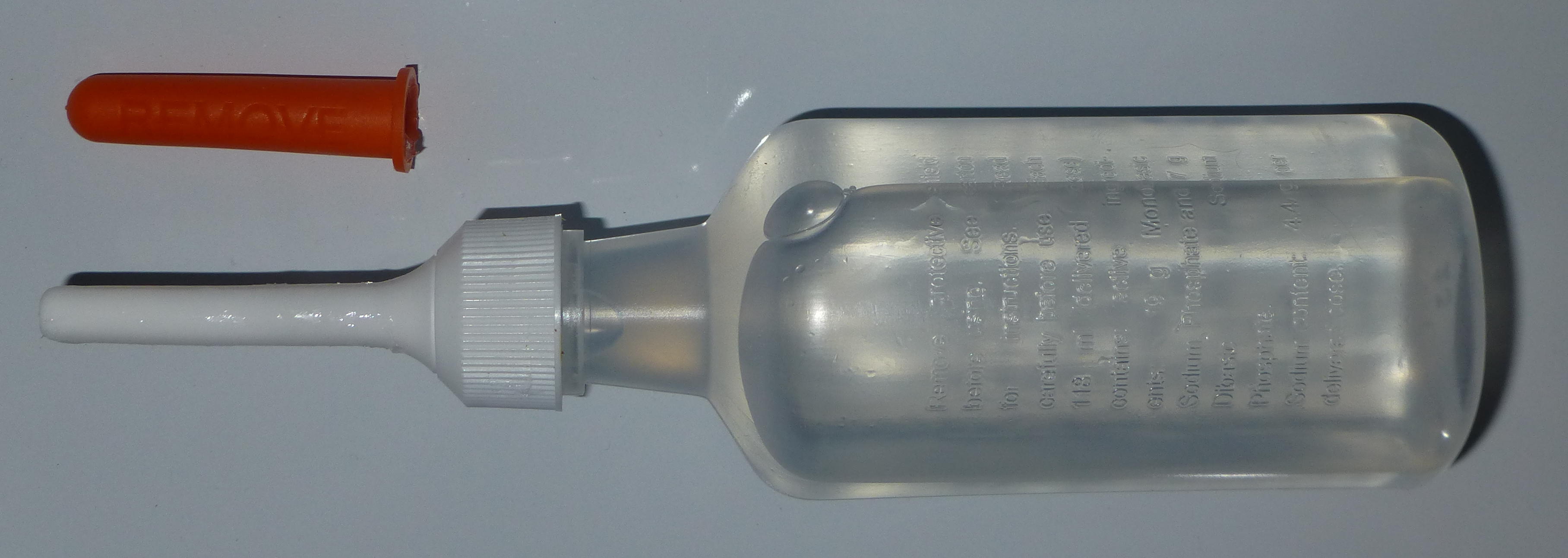
Un enema preparado y desechable.
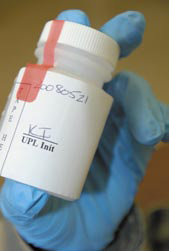
Botella de prueba de drogas con sello de autenticación
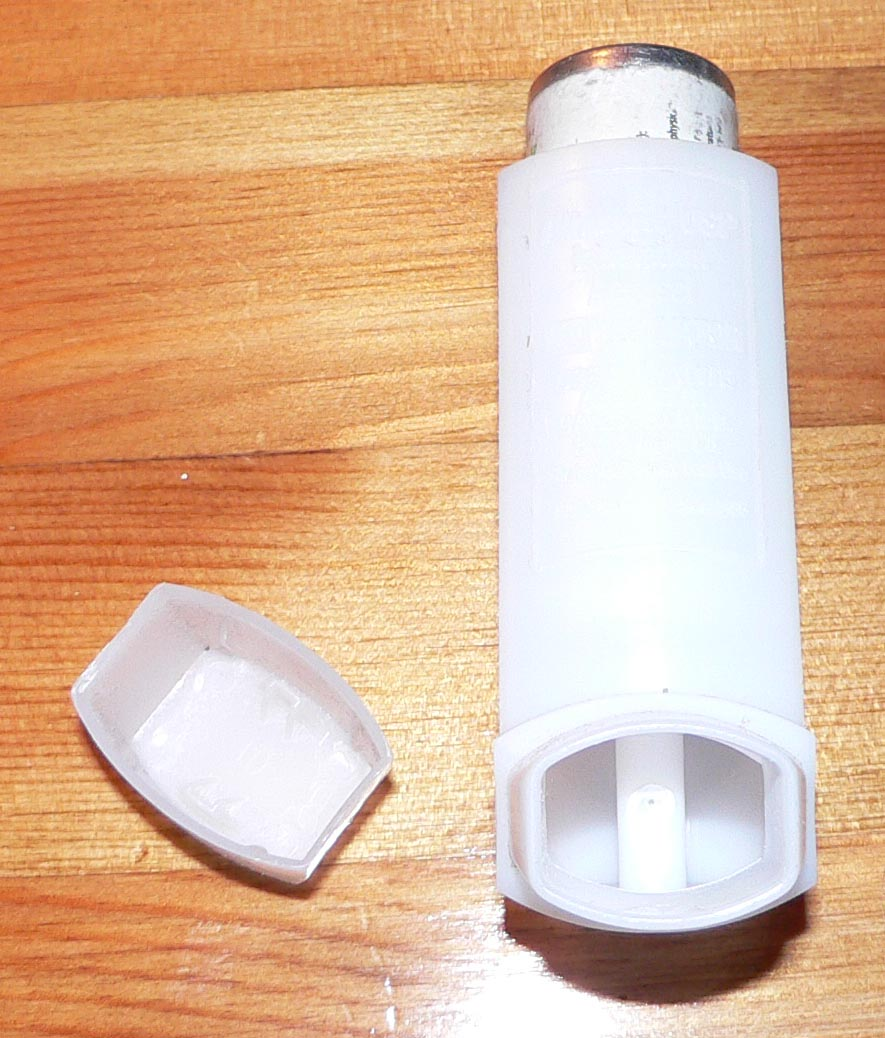
Un inhalador de dosis medida (MDI)
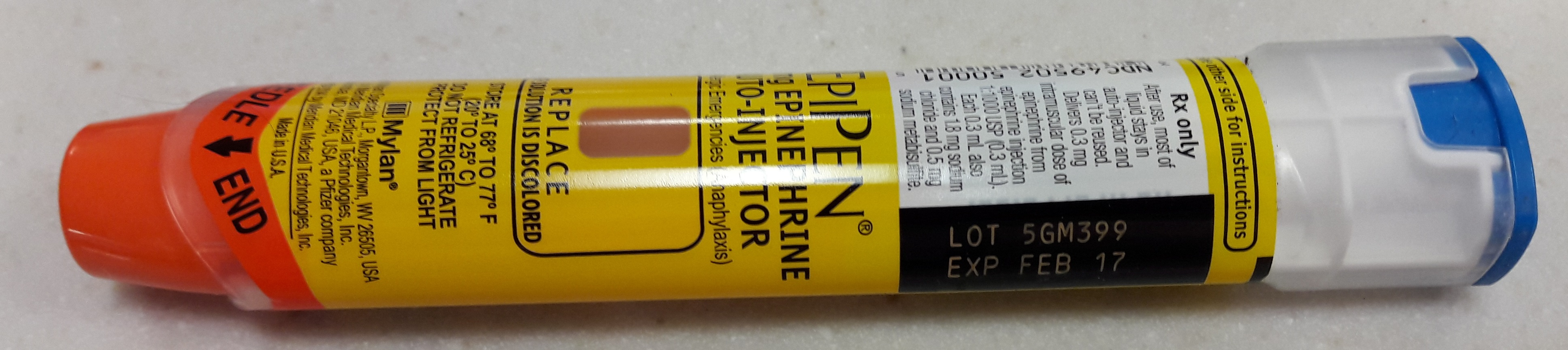
Autoinyector de epinefrina
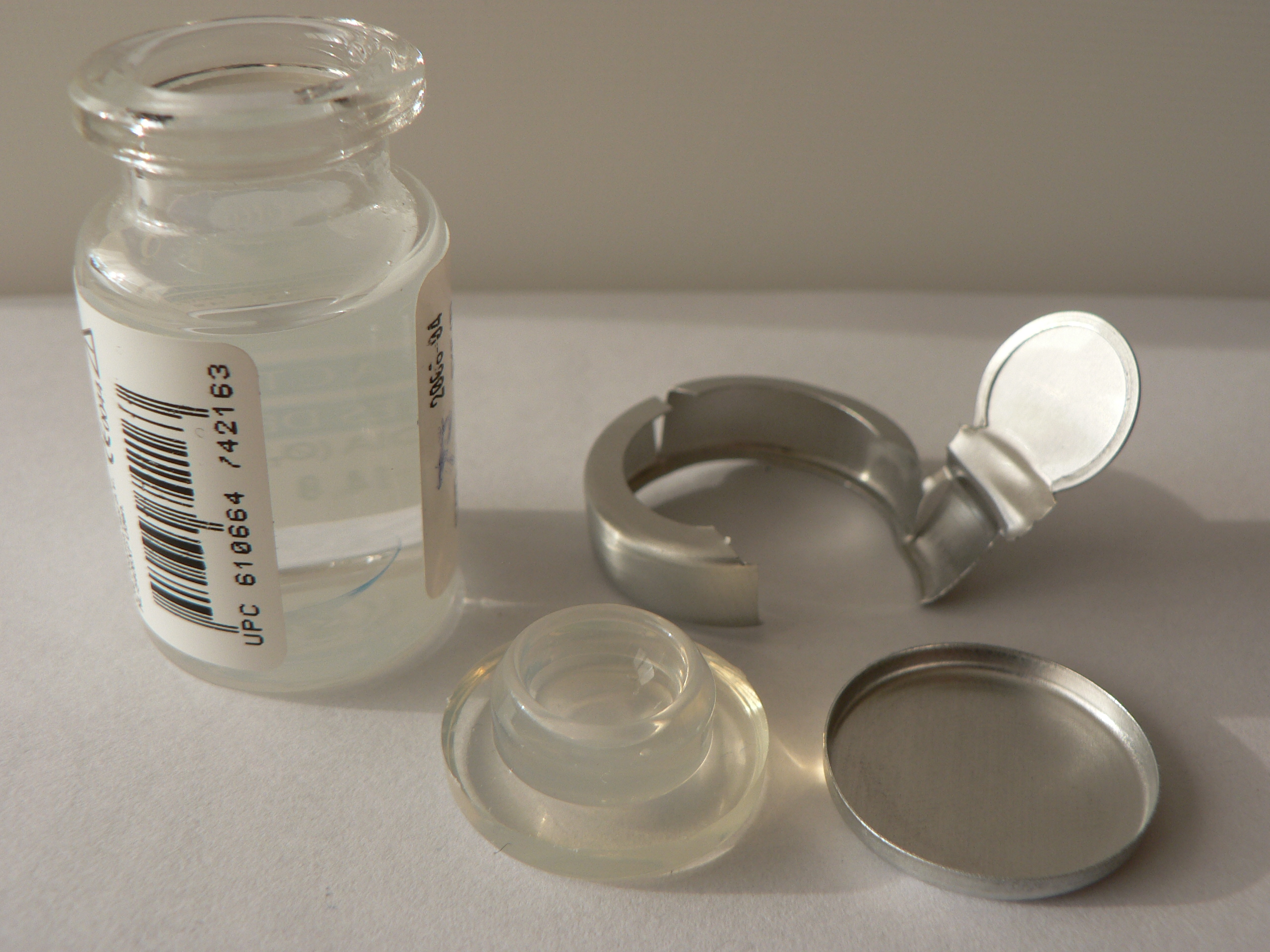
banda de metal rasgable en botella farmacéutica
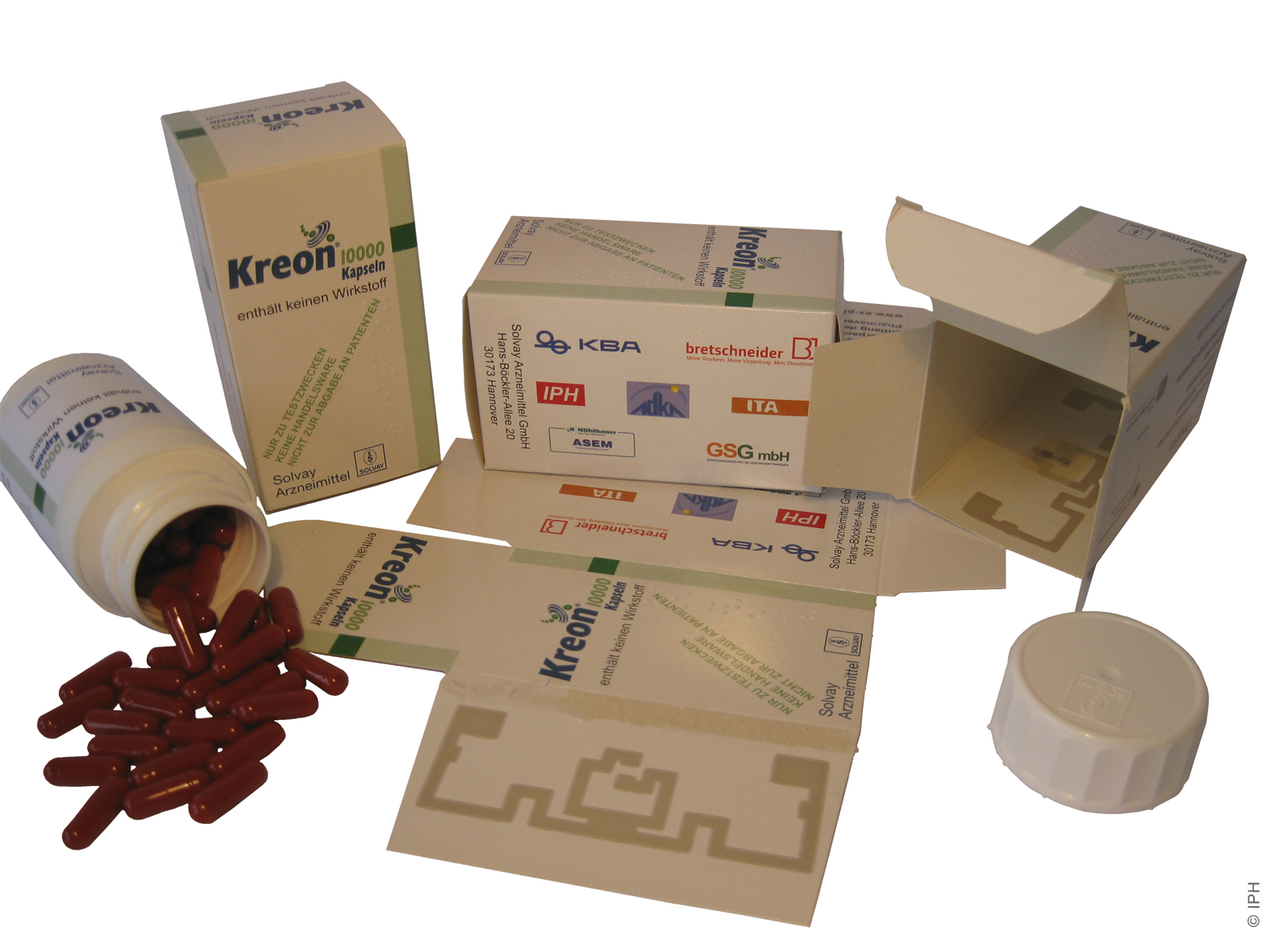
chip RFID integrado en el paquete de medicamentos
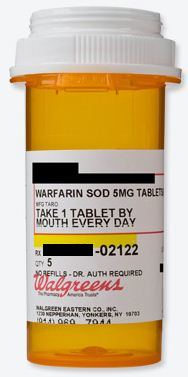
Botella recetada
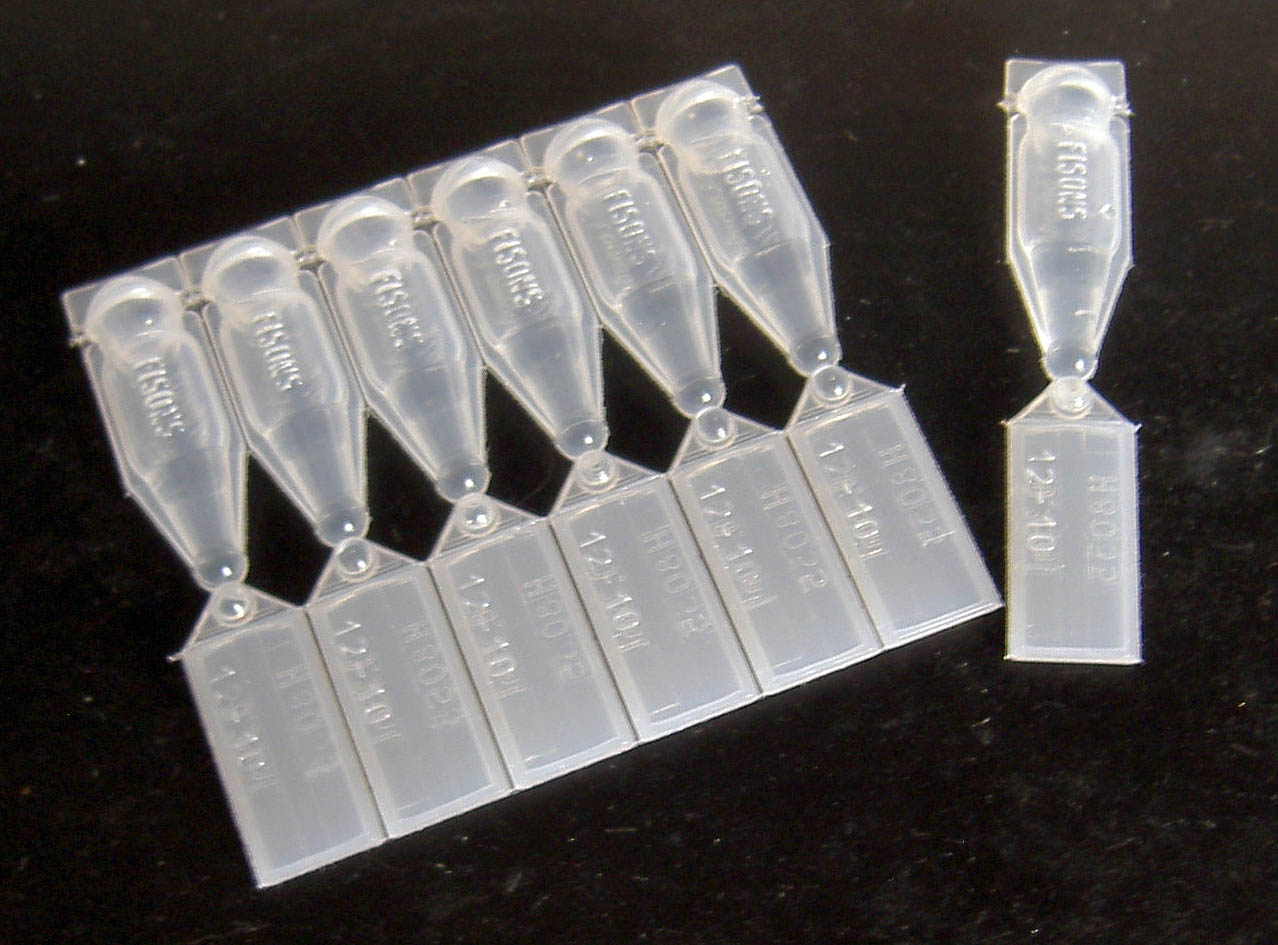
vial estéril de dosis única de gotas para los ojos
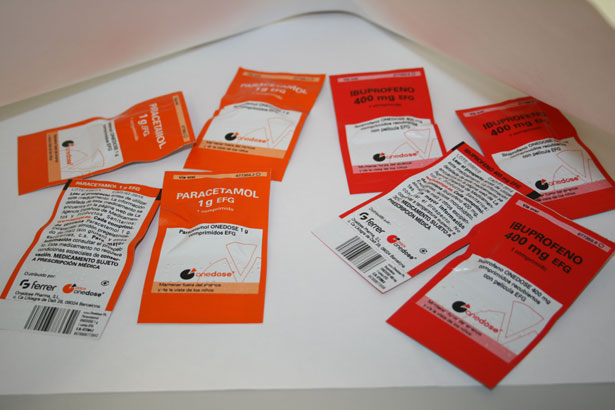
paquetes de de dosis unitarias con identificación completa (texto y códigos de barras)
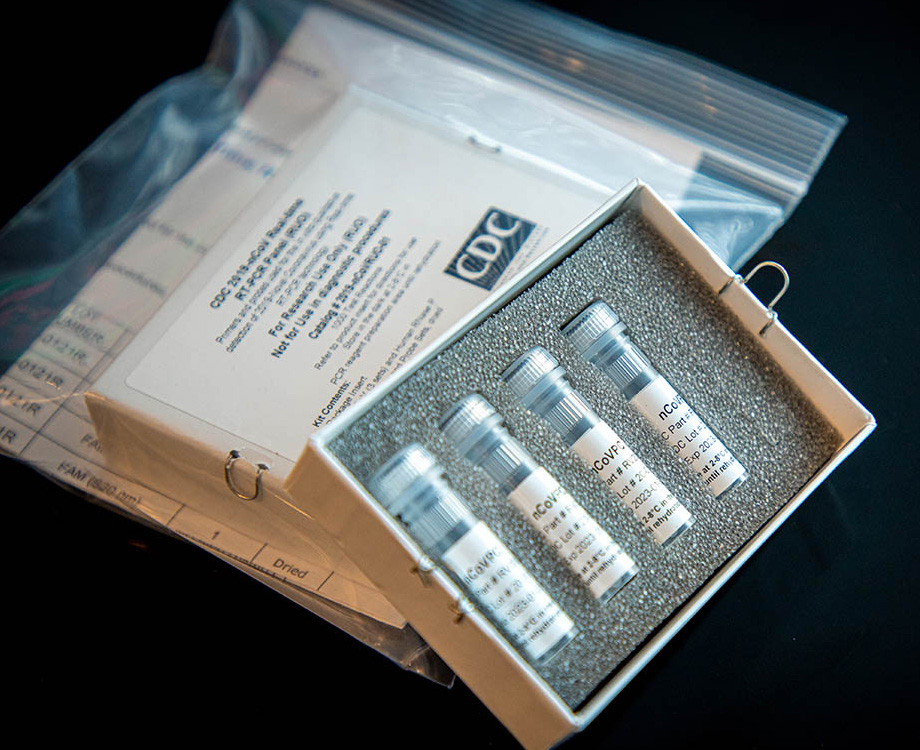
Kit de prueba de laboratorio COVID-19 de los CDC de EE. UU.